# Alter Gleisberg

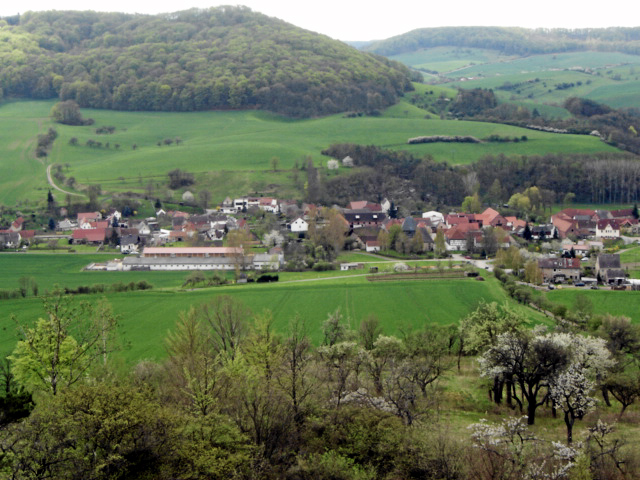
Nordansicht mit Löberschütz

Der Alte Gleisberg, ein 338,2 m ü. NHN hoher Berg, liegt auf dem Gebiet der Gemeinde Löberschütz im Saale-Holzland-Kreis (Thüringen, Deutschland) und knapp 10 km Luftlinie nordöstlich von Jena. Er befindet sich zwischen drei Dörfern: südlich von Löberschütz, westlich von Graitschen b. Bürgel und nordöstlich von Jenalöbnitz.

## Naturräumliche Zuordnung

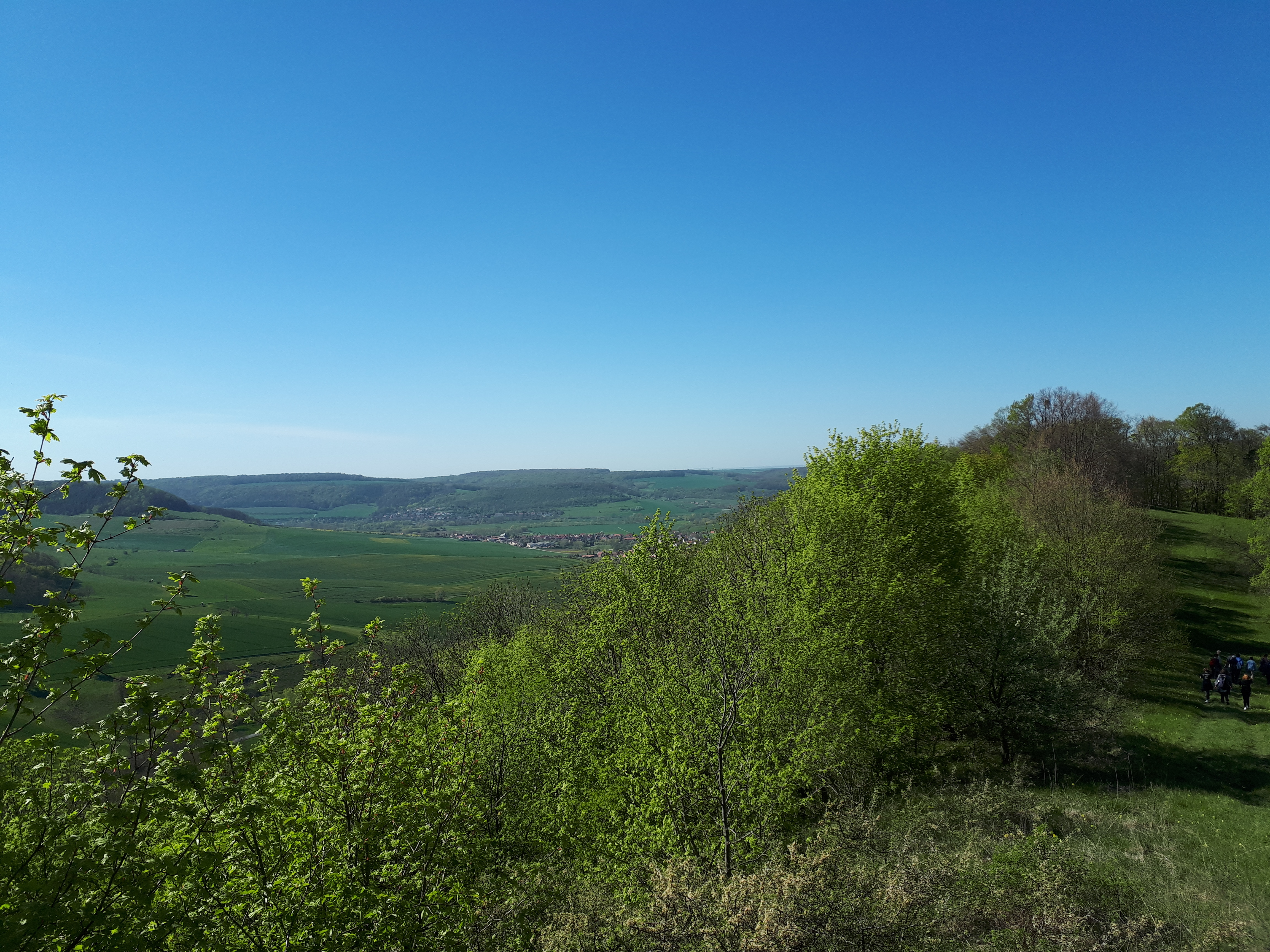
Blick vom Alten Gleisberg in nordwestlicher Richtung nach Porstendorf im Saale-Tal

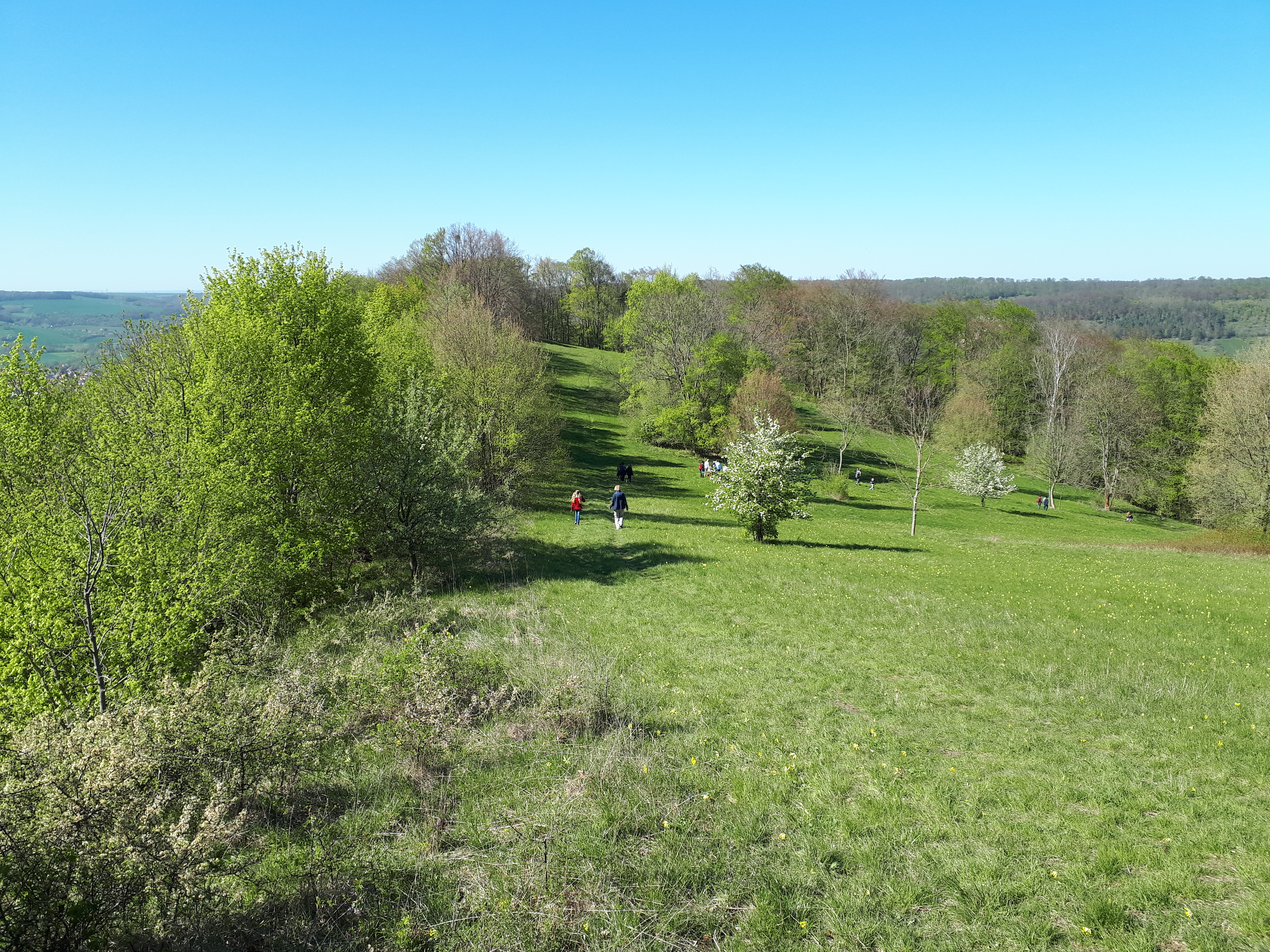
Plateau des Alten Gleisberg: Nördlicher ehemaliger Siedlungsbereich

Der Alte Gleisberg liegt im namengebenden Gleistal, einem Seitental der Saale. Vom Berg in nordwestlicher Richtung reicht die Sicht ins Saale-Tal – ein strategisch wichtiger Faktor für die frühe Besiedlung. Der Berg wird von Sedimentgesteinen des Oberen Buntsandsteins und des Unteren Muschelkalks gebildet. Die heutige Morphologie des Alten Gleisbergs, der als Inselberg bezeichnet werden kann, entstand zeitgleich mit dem Einschneiden der Saale in die Schichtfolge der Trias. Das Plateau hat eine Größe von etwa 500 × 250 m mit unregelmäßig dreieckigem Grundriss von etwa 6,9 ha Gesamtausdehnung. Lößablagerungen an den Hängen sowie in den umliegenden Wiesen und Feldern, die während der Eiszeiten im Quartär gebildet wurden, sind die Grundlage für fruchtbare Böden und damit für Landwirtschaft in Vergangenheit und Gegenwart.
Am 13. September 2000 wurde der Alte Gleisberg mit einer Fläche von 116,60 ha zum Naturschutzgebiet erklärt. Die Artenvielfalt ist hier auf den Trockenrasen und Kalkmagerrasen besonders hoch. Hier wachsen verschiedene Orchideenarten und andere geschützte Pflanzen. Der Alte Gleisberg gehörte zum Naturschutzgroßprojekt Orchideenregion Jena -Muschelkalkhänge im Mittleren Saaletal (1996–2008).

## Prähistorische Siedlung
Auf dem Alten Gleisberg existierte eine ur- und frühgeschichtliche Höhensiedlung. Die ältesten Funde gehören der jüngeren Steinzeit an. Der Alte Gleisberg stellte in der Spätbronzezeit und vor allem im 1. Jahrtausend v. Chr., insbesondere am Übergang von der Hallstatt- zur Latènezeit im 6./5. Jahrhundert v. Chr., eine zentrale Siedlung in Thüringen und Mitteldeutschland dar.
Aufgrund seiner Lage sowohl an einer Nord-Süd-, als auch an einer Ost-West-Verkehrsachse liegt der Alte Gleisberg in einem der interessantesten Kulturräume Mitteldeutschlands. Die Region wurde bereits im Neolithikum (5.500 bis 2.200 v. Chr.) besiedelt, verbunden mit der Sesshaftwerdung des Menschen, dem Bau von Häusern, Siedlungen, Landwirtschaft und Viehhaltung. Zwei etruskische Funde auf dem Alten Gleisberg, ein Buccherofragment und ein Bratspieß, belegen die Existenz einer sozialen Elite auf dem Alten Gleisberg mit Fernhandel bis nach Mittelitalien im 1. Jahrtausend v. Chr. So wurde der Berg von Gotthard Neumann, bis 1968 Professor für Ur- und Frühgeschichte in Jena, als „Thüringisches Troja“ bezeichnet.
Befestigte ur- und frühgeschichtliche Höhensiedlungen, die nicht selten zur gleichen Zeit wie der Alte Gleisberg genutzt wurden, sind in der näheren Umgebung auch vom Jenzig, dem Johannisberg bei Jena-Lobeda und dem Dohlenstein bei Kahla bekannt.

## Fundsituation
Erste archäologische Ausgrabungen fanden bereits 1864–1881 durch Friedrich Klopfleisch auf dem Berg statt. Seine Nachfolger an der Friedrich-Schiller-Universität Jena Gustav Eichhorn und Gotthard Neumann und weitere Mitarbeiter des Germanischen Museums der Universität Jena sowie Pfarrer Hermann Brehmer (1837–1912) aus Graitschen führten die Arbeiten fort. Die dabei geborgenen Funde bildeten die Grundlage für die von Klaus Simon 1962 vorgelegte Diplomarbeit über die Besiedlungsgeschichte des Alten Gleisbergs.  Die Ausgrabungen erbrachten Material vom Neolithikum bis ins frühe Mittelalter, wobei der Schwerpunkt auf der späten Bronzezeit und der vorrömischen Eisenzeit liegt. Besonders aus diesen beiden Perioden liegen neben zahlreichen Keramikscherben, Holzkohleresten und mindestens einer befestigten Wasserquelle auch Handwerkszeugnisse vor, weshalb eine prähistorische Besiedlung nahe liegt.
Einer der kulturgeschichtlich wichtigsten Funde ist das 1938 gefundene Bucchero-Fragment, die Scherbe eines etruskischen Gefäßes mit dem Motiv einer geflügelten Großkatze, das auf die 2. Hälfte oder Ende des 6. Jahrhunderts v. Chr. datiert wird. Derartige Gefäße wurden ab Mitte des 6. bis Mitte des 5. Jahrhunderts v. Chr. in Mittelitalien produziert.
In den Jahren 2004 bis 2016 fanden Lehr- und Forschungsgrabungen der Friedrich-Schiller-Universität mit geophysikalischen Prospektionen und kleinen Sondagegrabungen statt, um die Erhaltungsbedingungen auf dem Berg zu klären. Diese und weitere geplante archäologischen Untersuchungen sollen Fragen zur Befestigung, Innenbebauung, Chronologie und Struktur der Anlage klären. Außerdem sollen Untersuchungen im Umland helfen, die Landschaftsnutzung zu erforschen. Diese Untersuchungen brachten die Erkenntnis, dass nicht nur das Plateau und die südliche, sondern auch die nördliche Hangterrasse in prähistorischer Zeit großräumig genutzt und besiedelt wurden. Die Siedlungsfläche kann damit auf etwa 7 ha geschätzt werden. Die Grabungen erbrachten eine große Zahl von Pfostenlöchern und Siedlungsgruben. Aus diesen Gruben und aus der Kolluviumschicht stammen Keramik- und Tierknochenfunde sowie Hüttenlehmfragmente und Metallgegenstände. Zu den Siedlungsfunden gehört auch eine Ofenanlage mit verziegelter Lehmtenne und stufenförmige Lehmverfärbungen. Verschiedene Funde weisen auf handwerkliche Tätigkeiten wie Metallverarbeitung, Wollherstellung und -verarbeitung hin.

## Heimatkundeverein
Der Heimatkundeverein „Alter Gleisberg e. V.“ betreibt ein Museum in Löberschütz. Parallel zu den seit 2005 jährlich stattfindenden Forschungsgrabungen der Friedrich-Schiller-Universität veranstaltet der Heimatkundeverein ein einwöchiges Archäologiecamp für Kinder und Jugendliche. Im Frühjahr lädt der Verein zu Pfingstrosen- und Kräuterwanderungen ein.